# Primo concerto per orchestra (Petrassi)
Il Primo concerto per orchestra è una composizione di Goffredo Petrassi scritta nel 1933-1934.

## Storia della composizione
Dopo il successo immediato e vastissimo della Partita per orchestra composta nel 1932, Goffredo Petrassi avrebbe atteso due anni prima di comporre una nuova impegnativa partitura orchestrale. In quel periodo di tempo avrebbe intanto proseguito con la sua formazione musicale, conseguendo il diploma di organo sotto la guida di Remigio Renzi e Fernando Germani nel 1933; nello stesso anno si dedicò alla composizione di musica da camera. Videro così la luce l’Introduzione e Allegro per violino e pianoforte, la Toccata per pianoforte ed il Preludio, Aria e Finale per violoncello e pianoforte. Nell’opera musicale di Petrassi degli anni trenta, gli studiosi individuavano il rifiuto degli aggressivi istinti polemici e delle tendenze verso l’ironia pungente e caricaturale che avevano contraddistinto la produzione di altri artisti contemporanei. Il maestro romano non provava il desiderio di irridere l’espressività romantica mediante la sua deformazione; egli rimase così uno dei pochi compositori italiani nel cui mondo interiore le zone romantiche fossero quasi del tutto assenti. Il suo antiromanticismo non traeva dunque origine da censure autocritiche, ma era del tutto spontaneo e autentico. L’attività artistica di Petrassi si è pertanto svolta fin dagli inizi all’insegna di una ferma concezione morale dell’arte.
Sullo slancio della felicità creativa raggiunta nella Partita per orchestra, Petrassi scrisse, tra il 1932 ed il 1943, una serie di lavori nei quali, di volta in volta, si pongono in evidenza uno o l’altro degli aspetti stilistici già riscontrabili nelle prime opere mature del compositore. Così, la Toccata per pianoforte fornisce una significativa testimonianza del senso della costruzione architettonica ad ampie arcate, mentre per certi particolari aspetti tematici essa anticipa ulteriori sviluppi del compositore che giungeranno sino al Quartetto per archi del 1958. 
Tra le altre composizioni risalenti al periodo sopra indicato, il Primo concerto per orchestra del 1933-1934 occupa un posto importante sotto il profilo dello sviluppo dell’arte di Petrassi, nota Roman Vlad, in quanto costituisce la prova di «un ulteriore affinamento del virtuosismo della scrittura strumentale che gli assicura un saldo posto nel repertorio delle orchestre sinfoniche malgrado gli sprezzanti giudizi di taluni critici».

## Struttura della composizione
Il Primo concerto è un’opera in cui Petrassi ha riversato il clima neoclassico che aleggiava in Europa durante il periodo compreso tra le due guerre mondiali. Emilio Ghezzi evidenzia come la rigidità meccanica del ritmo, l’oggettività di un’espressione che aborre l’intimità, l’impianto contrappuntistico prevalente rispetto a quello armonico, l’antiromanticismo di un’orchestrazione asciutta (che prevede tra l’altro la presenza del pianoforte) rimandino alle esperienze di altri grandi compositori europei quali Paul Hindemith, Sergei Prokofiev e, soprattutto, Igor Stravinskij.
Boris Porena, a sua volta, riconosce al Concerto uno «stile baroccamente concertante», che si manifesta in modo particolare attraverso il principio di contrasto o contrapposizione di «blocchi timbrici compatti, asciutti», secondo quanto scrive Giuliano Zosi. Il clima «diatonico - modaleggiante» dovuto prevalentemente alla predilezione per «aggregati armonici neutri, arcaicizzanti, spesso escludenti la terza» richiama taluni atteggiamenti tipici della musica italiana di quel periodo, particolarmente le esperienze assai avanzate per l’epoca di Gian Francesco Malipiero e di Alfredo Casella, ma al tempo stesso procede oltre e se ne affranca, attingendo alle fonti della musica moderna nel resto d’Europa. 
Il Primo Concerto è in tre tempi, distintamente separati l’uno dall’altro; è questa una ripartizione alla quale Petrassi ritornerà solo nell’Ottavo e ultimo concerto per orchestra quasi quarant’anni dopo. L’elemento tematico fondamentale dei tre movimenti è costituito da una nona minore. 
- I Allegro

Nel primo movimento l’inizio rivela un tratto di spiccato carattere organistico, cosa questa non sorprendente se si considera che Petrassi aveva conseguito il diploma di organista presso il Conservatorio di Santa Cecilia; si era in pieno clima neoclassico e una pesante energia ritmica governa la tematica ben profilata, a spigoli netti. Se si accetta l’idea che una caratteristica del barocco sia il principio del contrasto, osserva Massimo Mila, «barocchissima è la contrapposizione dei blocchi orchestrali, generalmente gli archi e gli ottoni, spesso impegnati a scambiarsi e rilanciarsi le stesse frasi vigorose e ben scandite, distese fra precisi appuntamenti tonali». Il pianoforte, strumento che mai più sarà inserito da Petrassi nell’orchestrazione dei successivi Concerti, interviene di tanto in tanto nel discorso al fine di appoggiare la rigidità meccanica del ritmo. I legni interrompono la massiccia predominanza di archi e ottoni interponendo alcuni episodi sommessi nei quali la gentilezza cromatica dà il cambio alla diatonicità delle parti energiche. A metà vi è un episodio pastorale di violini e legni in cui si placa il vigore dinamico del discorso, ma non l’alacrità ritmica che permane sullo sfondo.  Prima della conclusione, nel movimento si ode un episodio lirico degli archi, cui segue il vigoroso ritorno della scansione ritmica che conduce alla chiusura fragorosa.
- II Adagio

Nel secondo movimento, osserva lo Zosi, le figurazioni melodiche non lasciano trasparire alcun abbandono lirico, alcuna sofferta emotività. Petrassi, nota a sua volta Mila, preferisce puntare sul timbro e ci riesce molto bene. Le geometrie squadrate del precedente Allegro qui sono sostituite da una sottile, stagnante atmosfera di timbri, sui quali emerge un vago melodizzare del clarinetto. Successivamente è il primo violino che liricamente esegue una melodia ad ampio respiro su una scansione ritmica uniforme ma sommessa, che si espande come una macchia luminosa e successivamente si ritira a poco a poco, lasciando nuovamente lo spazio al lamentoso melodizzare dei legni. Il canto degli archi in tono sommesso udito all’inizio del movimento ritorna nelle ultime battute e si conclude spegnendosi nel nulla.
- III Tempo di marcia

Il movimento finale riporta all’energia del ritmo motorio di cui all’Allegro iniziale, insieme con l’impulso agogico ed i vigorosi contrasti tra le sezioni degli archi e quelle degli ottoni. Ma qui, malgrado il titolo, sarebbe vano ritrovare un’analogia con il passo pesante e cadenzato delle legioni romane che attraversano la Via Appia nell’ultimo quadro dei Pini di Roma di Ottorino Respighi. Questo Tempo di marcia, osserva con bonaria ironia Massimo Mila, confrontato con il suo illustre precedente è piuttosto una marcetta, scritta in punta di piedi e … di penna! L’inizio è nel registro grave, con i fagotti e i corni, e non manca la consueta contrapposizione barocca tra ottoni e legni. Episodiche esplosioni e concitazioni vengono tosto smorzate e richiamate a più miti consigli agogici e (soprattutto) dinamici dalla vena ironica dell’autore. La conclusione è non meno energica e fragorosa di quella del precedente Allegro.

## Discografia parziale
- BBC Symphony Orchestra, Zoltán Peskó (Warner Fonit)
- Netherlands Radio Symphony Orchestra, Arturo Tamayo (Stradivarius)